# Aliano
Aliano község (comune) Olaszország Basilicata régiójában Matera megyében.

## Fekvése
Egy, az Agri folyó völgyére néző domb tetején fekszik.

## Története
A település elődjét az i. e. 4 században alapították a vidékre érkező görög telepesek. A rómaiak uralkodása idején Praesidium Allianum néven volt ismert. A középkor során nemesi birtok volt, önállóvá pedig 1806-ban vált, amikor a Nápolyi Királyságban eltörölték a feudalizmust.

## Főbb látnivalói
A város temploma a San Luigi a 16. században épült barokk stílusban.